# Ерак (шагрестан)
Ерак (перс. اراک) — шагрестан в Ірані, в остані Марказі. За даними перепису 2006 року, його населення становило 602971 особу, які проживали у складі 165955 сімей.

## Бахші
До складу шагрестану входить єдиний бахш — Центральний.